# Barima-Waini
Barima-Waini (Regione 1) è una regione della Guyana, nella zona della Guayana Esequiba in disputa con il Venezuela. Si estende su un'area di 20.339 km². Confina con l'Oceano Atlantico a nord, la regione di Pomeroon-Supenaam a est, la regione di Cuyuni-Mazaruni a sud e il Venezuela a ovest.
Le città più importanti sono la capitale regionale Mabaruma, Port Kaituma, Matthew's Ridge, Morawhanna, Towakaima, Koriabo, Hosororo, Arakaka e Moruca. Barima e Waini sono due fiumi che scorrono attraverso la densa foresta della regione.
Le sezioni settentrionali possiedono migliaia di acri di ricco terreno alluvionale, con cui si producono caffè, cavolfiori, fagioli, mais, limoni e altra frutta. Nella zona si estraggono oro e diamanti. Negli anni 60 e 70 venne proposto di spostare la capitale della Guyana in questa regione.
La città di Mabaruma diventò il centro amministrativo quando Morawhanna venne dichiarata troppo a rischio di allagamenti.
Prima del 1980 l'area era conosciuta con il nome di distretto Nord Ovest.
La popolazione contava 26.941 persone secondo il censimento ufficiale del 2012.
- 2012 : 26.941
- 2002 : 24.275
- 1991 : 18.428
- 1980 : 18.329